# Parker Griffith
Parker Griffith (Shreveport, 6 de agosto de 1942) é um político norte-americano com base eleitoral do Alabama, membro do Partido Republicano, é membro da Câmara dos Representantes dos Estados Unidos pelo 5º Distrito Congressional do Alabama, que inclui boa parte do norte do estado. 

## Biografia
Griffith nasceu em Shreveport, no estado da Luisiana, é formado pela Universidade do Estado da Luisiana, é professor, médico e empresário.
Concorreu três vezes a prefeitura de Huntsville sendo derrotado pela prefeita Loretta Spencer, foi membro do senado estadual pelo 7º distrito entre 2006 a 2009, entre 2009 a 2011 foi representante dos Estados Unidos pelo 5º distrito do Alabama.